# Soldat
En soldat er en person, der er uddannet til at kæmpe i militæret. (Fremmedord, af Sold dvs. Betaling eller løn fra middelnedertysk år 1200 – 1500 : Solt. Jfr. latinsk solidus, soldus dvs. 'guldmønt', dannet til adjektiv Solidus: gedigen, massiv, fast. Kilde: Gyldendals Etymologiske opslagsværk 1997)
I dag bliver danske soldater hvervet af staten, gennem udvælgelsen kaldet session på baggrund af fysiske og mentale undersøgelser. Tidligere blev soldater hvervet af den lokale godsejer eller hovedgårdsejer, i nogle tilfælde mod betaling i andre tilfælde blev alle fæstere under en vis alder skrevet på en liste. 
Udtryk der ofte bruges i f.eks. folketællinger:
- Geworben Soldat: Hvervet soldat, ofte for at beskytte lokale magthaveres position. Geworben er tysk for hvervet
- National Soldat: Soldat hvervet på befaling af kongen til at beskytte nationen.